# پوراشال
پوراشال (به لاتین: Ghorashal) یک منطقهٔ مسکونی در بنگلادش است.